# Станичний (зупинний пункт)
Стани́чний — залізничний пасажирський зупинний пункт Луганської дирекції Донецької залізниці.
Розташований на півдні смт Станиця Луганська, Станично-Луганський район, Луганської області на лінії Кіндрашівська-Нова — Довжанська між станціями Кіндрашівська-Нова (6 км) та Новосвітлівський (16 км).
Через військову агресію Росії на сході України транспортне сполучення припинене. Лінія не діюча з 2007 року. Лінію в майбутньому передбачено демонтувати.